# Clássico dos Gigantes
Clássico dos Gigantes (« Le classique des géants » en français) est le nom donné au Brésil au derby de Rio de Janeiro entre les équipes du Vasco da Gama et du Fluminense. Le nom a été choisi par un vote des lecteurs du journal Lance! en 2006.

## Meilleures affluences
- Où pas inclus public payant et présente la référence est à la payants.

1. Fluminense 0 x 0 Vasco, 128 781 spectateurs, le 27 mai 1984
2. Fluminense 2 x 2 Vasco, 127 123 spectateurs, le 29 août 1976
3. Fluminense 1 x 0 Vasco, 127 052 spectateurs, le 3 octobre 1976
4. Fluminense 0 x 3 Vasco, 126 619 spectateurs, le 21 mars 1999
5. Fluminense 1 x 0 Vasco, 123 000 spectateurs (dont 109 325 payants), le 21 septembre 1952
6. Fluminense 1 x 0 Vasco, 108 957 spectateurs, le 30 novembre 1980
7. Fluminense 2 x 2 Vasco, 106 359 spectateurs (dont 86 308 payants), le 6 septembre 1953
8. Fluminense 2 x 2 Vasco, 103 080 spectateurs (dont 78 723 payants), le 13 janvier 1953
9. Fluminense 1 x 0 Vasco, 101 363 spectateurs, le 25 juillet 1973
10. Fluminense 1 x 1 Vasco, 101 199 spectateurs, le 26 octobre 1980
11. Fluminense 2 x 1 Vasco, 100 275 spectateurs (dont 86 917 payants), le 15 novembre 1953[1]

1. ↑  RSSSF Brasil